# エルマン・サーヴィス
エルマン・ロジャース・サーヴィス（Elman Rogers Service、1915年5月18日 - 1996年11月14日）はアメリカ合衆国の文化人類学者。

## 経歴
サーヴィスは1915年5月18日、アメリカ合衆国ミシガン州テカムセで生まれた。1996年11月14日にカリフォルニア州サンタバーバラで死去した。1941年にミシガン大学で学士号を取得し、1951年にコロンビア大学から人類学の博士号を授与された。1949年から1953年にかけてコロンビア大学で教鞭をとった後、ミシガン大学に戻って1969年まで教育を行った。その後カリフォルニア大学サンタバーバラ校に移り、1985年に退職するまで教育を続けた。
ミシガン大学での学生生活の途中、サーヴィスはスペイン内戦に義勇兵として参戦し、フランシスコ・フランコ率いるナショナリスト派と対決すべく第15国際旅団（別名エイブラハム・リンカーン旅団）に属して戦った。さらに彼は1941年から1945年にかけ、アメリカ陸軍に属して第二次世界大戦を戦った。

## 研究
サーヴィスはラテンアメリカのインディオを対象とした民族学、文化進化、民族学の理論と方法についての研究を行った。彼はパラグアイにおける文化進化について研究し、またラテンアメリカおよびカリブ海地域の文化について研究した。これらの研究は社会組織および国家形成に関する彼の理論を導くことに繋がった。
サーヴィスはアメリカ民族学会の会計幹事を務め、またアメリカ人類学会の会員でもあった。

## 理論
1962年、サーヴィスは社会進化と政治組織を4段階に分類する研究成果を出版した。それはバンド・部族・首長制・未開国家である。
また、彼は「管理による利益」（"managerial benefits"）理論を打ち立てた。それは中央集権的な体制が明らかに利益をもたらすがゆえに、首長制のような社会が成立するということを主張している。こうした社会において指導者は追従者へ利益を提供し、やがて首長制社会全体に利益をもたらす。結果的に指導者はその権力を維持し続け、官僚的組織が発達するという考えである。
サーヴィスはさらに統合理論を提案した。彼は初期文明は財産や資源への不平等なアクセスが階層化をもたらすのではなく、不平等な政治力が原因であるという信念を持っていた。彼は初期部名においては真の意味での階級闘争は存在せず、政治的エリート間での権力闘争のみが起こると信じていた。この理論における統合の部分は、たとえばモニュメントが指導者に強制された民衆によって作られるのではなく、無償奉仕によって作られることによる。
サーヴィスはまた、文化進化に関係して「進化の潜在力の法則」という言葉を作り出した。この法則は、ある進化段階における社会の構造がより分化し特定環境に適応したものであるほど、次の段階へと進む潜在力が小さくなるというものである。

### 著書
- Tobati: Paraguayan Town (1954)
- A Profile of Primitive Culture (1958)
- Evolution and Culture (with M.D. Sahlins) (1960)
- Primitive Social Organization (1962)
- Profiles in Ethnology (1963)[8]
- The Hunters (1966)[9]
- Cultural Evolutionism (1971)[10]
- Origins of the State and Civilization (1975)
- A Century of Controversy, Ethnological Issues from 1860 to 1960 (1985)